# Karl Probst
Karl Probst (Vienna, 30 giugno 1854 – Vienna, 2 dicembre 1924) è stato un pittore austriaco.
In particolare, fu un pittore di genere e ritrattista austriaco.

## Biografia
Probst, nipote del pittore di porcellane e vetri Anton Kothgasser, studiò dal 1867 all'Accademia di Belle Arti di Vienna con Carl Wurzinger, Eduard von Engerth e Karl von Blaas, dal 1871 privatamente con Heinrich von Angeli e continuò i suoi studi dall'età di 25. Maggio 1874 alla Royal Academy of Arts di Monaco con Wilhelm von Diez.
Nel 1875 tornò a Vienna. Qui lavorò inizialmente come pittore di genere, mentre in seguito si dedicò alla ritrattistica.
Probst compì diversi viaggi di studio: in Italia nel 1875, in Germania, Paesi Bassi, Francia e Inghilterra nel 1876 e, successivamente, in Grecia e Turchia.
Divenne membro della Wiener Künstlerhaus, dove espose principalmente dipinti di genere dal 1874 al 1894, e dal 1881 anche ritratti.
Nel 1876 ricevette una medaglia di bronzo per il ritratto di sua sorella alla Centennial Exhibition di Filadelfia. Nel 1882 ricevette una medaglia d'oro a Londra per il quadro L'ambasciatore .
Anche i suoi due figli Rudolf Probst (1883-1960) ed Erich Probst (1885-1946) furono attivi come pittori.

## Galleria d'immagini

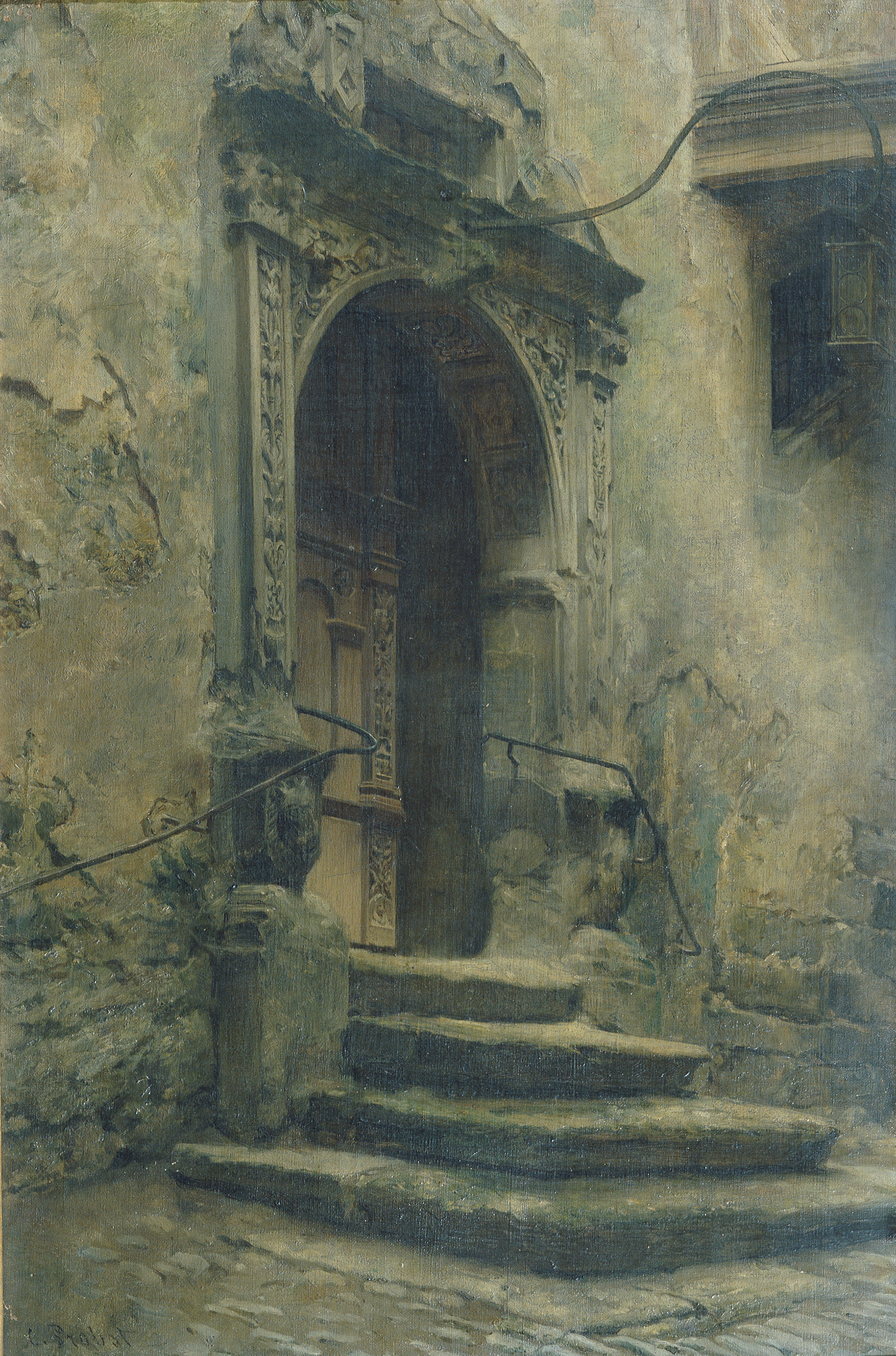
Edificio del Rathaus a Rothenburg
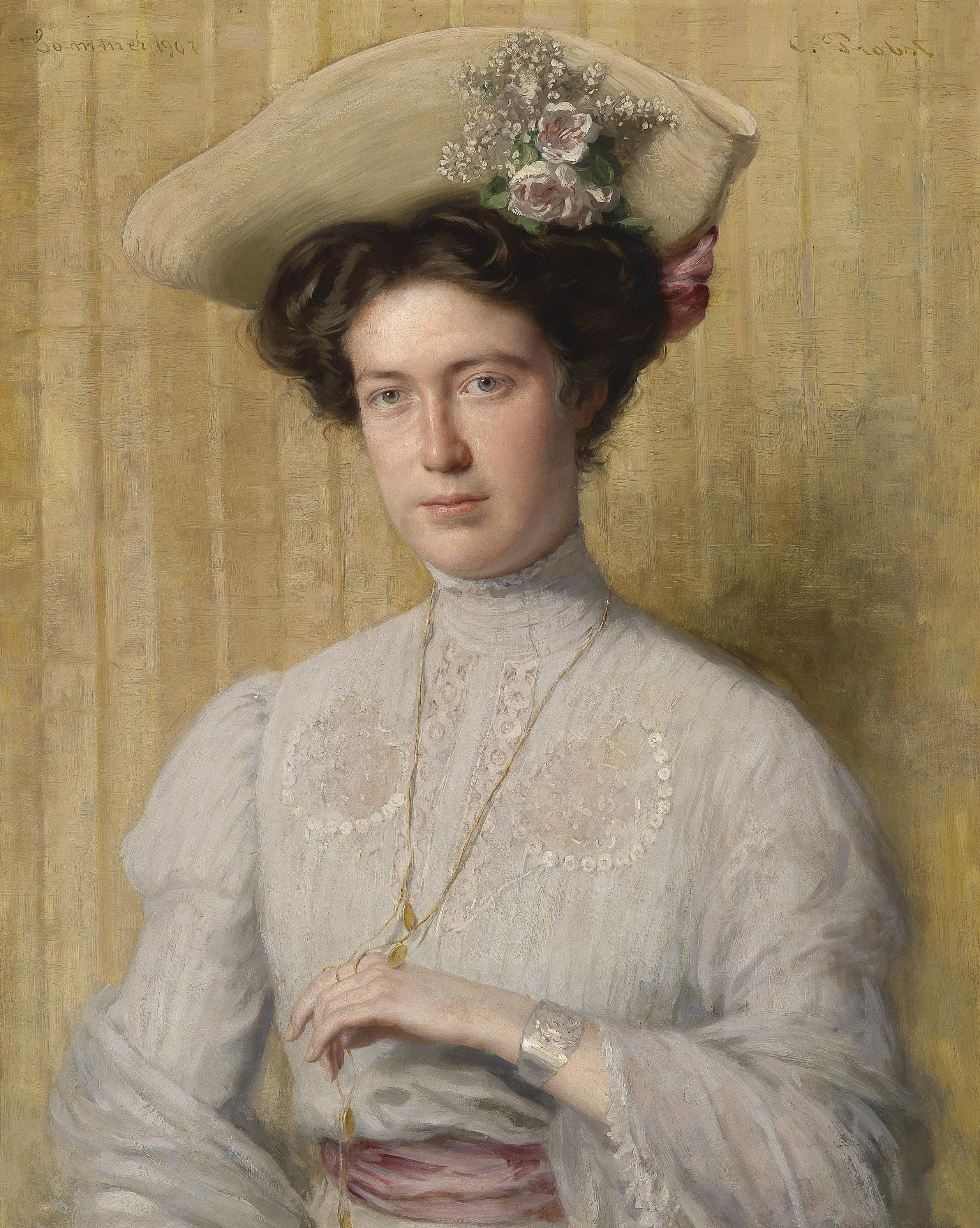
Ritratto di Gisela Probst, 1907